# Zastava Sjeverne Koreje
Zastava Sjeverne Koreje (službeno Demokratska Narodna Republika Koreja) usvojena je 8. rujna 1948. Sastoji se od tri pruge, dvije plave i jedne crvene boje, koje su razdvojene bijelim poljem. Na crvenoj podlozi nalazi se komunistička zvijezda u bijelom krugu. 
Crvena boja je boja revolucionarnog patriotizma. Plave pruge nose poruku ujedinjenja Sjeverne Koreje sa svim zemljama svijeta u borbi za nezavisnost, prijateljstvo i mir. Bijela kao tradicionalna boja predstavlja čistoću ideja Sjeverne Koreje i nacionalni suverenitet. Zvijezda petokraka simbolizira prosperitet naroda koji gradi socijalizam pod vodstvom Koreanske radne partije.